# SPAR Premium League

Logo Saison 2012/13 bis 2017/18

Logo Saison 2009/10 bis 2011/12

Die SPAR Premium League (SPL) umfasst bei den Frauen die beiden höchsten Spielklassen des Schweizerischen Handball-Verbands, die SPAR Premium League 1 und die SPAR Premium League 2. Die Liga hiess bis 2012 SWISS Premium League.

## Geschichte
Die Premium League 1 wurde 1969 unter dem Namen 1. Liga gegründet. Erster Schweizer Meister wurde der LC Brühl Handball, er ist der mit Abstand erfolgreichste Verein mit 33 Titeln. Er hat es ausserdem zweimal geschafft, elf Titel hintereinander zu gewinnen. Der zweiterfolgreichste Verein sind die Spono Eagles mit sechs Titeln, dann folgen der LK Zug mit fünf und der ATV Basel-Stadt mit vier Titeln.
In beiden Ligen treten acht Mannschaften gegeneinander an. Der Sieger der SPAR Premium League 1 bekommt einen Qualifikations-Platz für die EHF Champions League.

## Vereine 2024/25

### SPAR Premium League 1
- HV Herzogenbuchsee
- HSC Kreuzlingen
- Spono Eagles
- LC Brühl Handball
- DHB Rotweiss Thun
- Yellow Winterthur
- LK Zug Handball
- GC Amicitia Zürich

### SPAR Premium League 2
- HSG Aargau Ost
- HC Arbon
- HSG Leimental
- Spono Eagles II
- LC Brühl Handball II
- BSV Stans
- Red Dragons Uster
- LK Zug Handball II

## Meister seit 1970
|    | Verein                   | Anzahl Titel | Jahr |
| -- | ------------------------ | ------------ | --- |
| 1. | LC Brühl Handball        | 33           | 1970, 1971, 1972, 1973, 1974, 1975, 1976, 1977, 1978, 1979, 1980, 1987, 1988, 1989, 1990, 1991, 1992, 1993, 1994, 1995, 1996, 1997, 2002, 2003, 2007, 2008, 2009, 2011, 2012, 2017, 2019, 2023, 2024 |
| 2. | Spono Eagles             | 06           | 2000, 2001, 2006, 2016, 2018, 2022 |
| 3. | LK Zug Handball          | 05           | 2010, 2013, 2014, 2015, 2021 |
| 4. | ATV Basel-Stadt          | 04           | 1982, 1983, 1985, 1986 |
| 5. | TSV St. Otmar St. Gallen | 03           | 1998, 1999, 2005 |
| 6. | RTV 1879 Basel           | 02           | 1981, 1984 |
| 7. | ZMC Amicitia Zürich      | 01           | 2004 |

- 1970 LC Brühl Handball
- 1971 LC Brühl Handball
- 1972 LC Brühl Handball
- 1973 LC Brühl Handball
- 1974 LC Brühl Handball
- 1975 LC Brühl Handball
- 1976 LC Brühl Handball
- 1977 LC Brühl Handball
- 1978 LC Brühl Handball
- 1979 LC Brühl Handball
- 1980 LC Brühl Handball
- 1981 RTV 1879 Basel
- 1982 ATV Basel-Stadt
- 1983 ATV Basel-Stadt
- 1984 RTV 1879 Basel
- 1985 ATV Basel-Stadt
- 1986 ATV Basel-Stadt
- 1987 LC Brühl Handball
- 1988 LC Brühl Handball
- 1989 LC Brühl Handball
- 1990 LC Brühl Handball
- 1991 LC Brühl Handball
- 1992 LC Brühl Handball
- 1993 LC Brühl Handball
- 1994 LC Brühl Handball
- 1995 LC Brühl Handball
- 1996 LC Brühl Handball
- 1997 LC Brühl Handball
- 1998 TSV St. Otmar St. Gallen
- 1999 TSV St. Otmar St. Gallen
- 2000 Spono Nottwil
- 2001 Spono Nottwil
- 2002 LC Brühl Handball
- 2003 LC Brühl Handball
- 2004 ZMC Amicitia Zürich
- 2005 TSV St. Otmar St. Gallen
- 2006 Spono Nottwil
- 2007 LC Brühl Handball
- 2008 LC Brühl Handball
- 2009 LC Brühl Handball
- 2010 LK Zug
- 2011 LC Brühl Handball
- 2012 LC Brühl Handball
- 2013 LK Zug
- 2014 LK Zug
- 2015 LK Zug
- 2016 Spono Eagles
- 2017 LC Brühl Handball
- 2018 Spono Eagles
- 2019 LC Brühl Handball
- 2020 kein Meister (Abbruch infolge des Coronavirus)
- 2021 LK Zug
- 2022 Spono Eagles
- 2023 LC Brühl Handball
- 2024 LC Brühl Handball